# Табунщик Антон Вікторович
Антон Вікторович Табунщик (нар. 19 квітня 1980, місто Миколаїв) — український діяч, менеджер з управління. Голова Миколаївської обласної ради з 25 квітня 2024 року.

## Життєпис
У 1996 році після закінчення школи вступив до Миколаївської державної аграрної академії на економічний факультет, де у 2002 році здобув повну вищу освіту за спеціальністю «Облік і аудит» та кваліфікацію економіста з бухгалтерського обліку та фінансів.
Понад 15 років працював службовцем комерційного банку та інших фінансових установах Миколаєва, майже 10 років займав керівні посади менеджера з управління в фінансових установах.
З 2020 року — депутат Миколаївської обласної ради VIII-го скликання від партії «Слуга народу», секретар постійної комісії з питань науки і освіти, інновацій, молоді, сім’ї і спорту, культури та духовності. Також займав посаду начальника відділу бюджету та аналізу обласних програм в Миколаївській обласній раді.
З 16 березня 2023 до 25 квітня 2024 року — перший заступник і в.о. голови Миколаївської обласної ради. 
З 25 квітня 2024 року — Голова Миколаївської обласної ради. 

## Родина
Одружений, виховує двох дітей — сина та доньку.